# Distretto di Nosy-Varika
Il distretto di Nosy-Varika è un distretto del Madagascar situato nella regione di Vatovavy-Fitovinany. Ha per capoluogo la città di Nosy-Varika.
La popolazione del distretto è di 270 332 abitanti (censimento 2020).

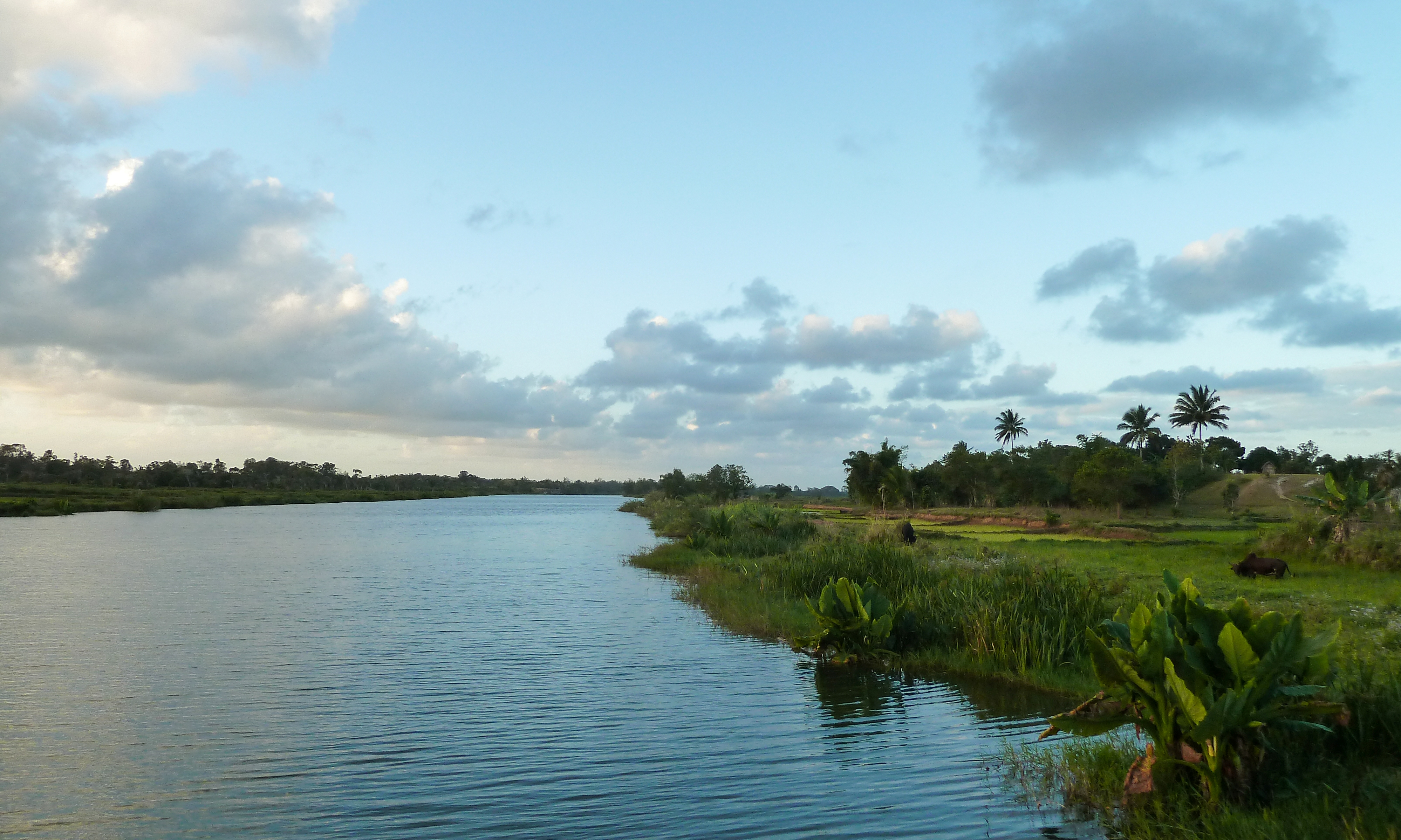
Il Canal des Pangalanes, situato nel distretto

## Comuni
Il distretto comprende 19 comuni:
- Ambahy
- Ambakobe
- Ambodiara
- Ambodilafa
- Ambodirian I Sahafary
- Ampasinambo
- Andara
- Androrangovola
- Angodogodona
- Antanambao
- Befody
- Fanivelona
- Fiadanana
- Nosy-Varika
- Sahavato
- Soavina Est
- Vohilava
- Vohindroa
- Vohitrandriana